# Linia kolejowa Brno – Hrušovany nad Jevišovkou
Linia kolejowa Brno – Moravské Bránice – Hrušovany nad Jevišovkou/Oslavany (Linia kolejowa nr 244 (Czechy)) – jednotorowa, regionalna i niezelektryfikowana linia kolejowa w Czechach. Łączy Brno, Hrušovany nad Jevišovkou i Oslavany. Przebiega w całości przez terytorium kraju południowomorawskiego.